# Volume corpuscolare medio
Il volume corpuscolare medio, in inglese mean corpuscular volume (da cui l'acronimo MCV), è la misurazione del volume medio degli eritrociti contenuti nel sangue. È un parametro che viene dall'esame emocromocitometrico.

## Formula
Concettualmente corrisponde al rapporto fra l'ematocrito e la conta dei globuli rossi e si può calcolare con la seguente formula:
{\displaystyle MCV\ (fl)={\frac {Ematocrito\ (Vol\%)}{Eritrociti\ (10^{12}/L)}}\cdot 10}
Nella letteratura scientifica si possono trovare formule diverse che aggiungono al numeratore fattori di correzione corrispondenti a varie potenze di dieci. Tali fattori di correzione, però, devono sempre essere rapportati con le unità di misura che si vogliono utilizzare per il calcolo: qualora il valore dell'ematocrito sia espresso in percentuale e il numero dei globuli rossi in 1012 su litro, la formula corretta risulta essere quella indicata in voce.

## Valori normali e alterazioni
Negli esseri umani il suo valore normale è compreso tra 80 e 100 femtolitri. Con volumi minori si parla di microcitosi, mentre con valori maggiori di macrocitosi.